# Fedotowo (Kaliningrad)
Fedotowo (russisch Федотово, deutsch bis 1928 Groß Plauen, 1928–1945 Plauen) ist ein Ort in der russischen Oblast Kaliningrad (Gebiet Königsberg (Preußen)). Er liegt im Rajon Prawdinsk (Kreis Friedland (Ostpr.)) und gehört zur Prawdinskoje gorodskoje posselenije (Stadtgemeinde Prawdinsk (Friedland)).

## Geographische Lage
Fedotowo liegt am rechten Ufer der Alle (russisch: Lawa) 17 Kilometer von der Rajonshauptstadt und früheren Kreisstadt Prawdinsk (Friedland) entfernt. Durch den Ort verläuft die russische Fernstraße R 514 (ehemalige deutsche Reichsstraße 142), auf die hier eine von Bely Jar (Eiserwagen) kommende Nebenstraße trifft. Eine Bahnanbindung besteht über die elf Kilometer nördlich liegende Bahnstation Snamensk (Wehlau) an der Bahnstrecke von Kaliningrad nach Nesterow und Litauen (frühere Preußische Ostbahn).

## Geschichte
Am 3. Juli 1874 wurde der nur drei Wochen bestehende Amtsbezirk Leißienen (russisch: Rodniki) in Amtsbezirk Plauen umbenannt. Er gehörte bis 1945 zum Landkreis Wehlau im Regierungsbezirk Königsberg der preußischen Provinz Ostpreußen. Zum Amtsbezirk Plauen gehörten anfangs die Landgemeinde Dettmitten (russisch: Iswilino) und die Gutsbezirke Groß Plauen sowie Leißienen (Rodniki), das 1928 in eine Landgemeinde umgewandelt und zum Amtsbezirk Rockelkeim geschlagen wurde.
Im Jahre 1910 zählte der Gutsbezirk Groß Plauen 213 Einwohner. Am 30. September 1928 schlossen sich die Landgemeinde Dettmitten (russisch: Iswilino) und der Gutsbezirk Groß Plauen zur neuen Landgemeinde Plauen zusammen. Die Einwohnerzahlen stiegen bis 1933 auf 350 und bis 1939 auf 399.
Infolge des Zweiten Weltkrieges kam Groß Plauen mit dem nördlichen Ostpreußen zur Sowjetunion und erhielt 1947 die Ortsbezeichnung „Fedotowo“. Seit einer Struktur- und Verwaltungsreform im Jahre 2009 gehört Fedotowo innerhalb der seit 1991/92 russischen Oblast Kaliningrad als „Siedlung“ (russisch: possjolok) eingestufte Ortschaft zur Prawdinskoje gorodskoje posselenije (Stadtgemeinde Prawdinsk (Friedland)) und ist nicht mehr wie vor 1945 ein Ort im Landkreis Wehlau, sondern liegt jetzt im Rajon Prawdinsk (Kreis Friedland).

## Gutsgeschichte
Anfang des 16. Jahrhunderts besaßen die von Weyern das Gut Plauen, danach die Doberitz und die von Flauss. Von 1699 bis in die 1830er waren die von Schlieben Besitzer, danach bis 1788 die von der Goltz. Das Gutshaus aus dem 18. und 19. Jahrhundert ist beim russischen Vormarsch 1914 abgebrannt und wurde 1920 neu errichtet.

## Kirche
Mit seiner fast ausnahmslos evangelischen Bevölkerung war Groß Plauen vor 1945 in das Kirchspiel Allenburg (heute russisch: Druschba) eingepfarrt und gehörte zum Kirchenkreis Wehlau (Snamensk) in der Kirchenprovinz Ostpreußen der Kirche der Altpreußischen Union.
Heute liegt Fedotowo wie früher im Einzugsbereich der evangelischen Gemeinde in Druschba, die heute Filialgemeinde der Auferstehungskirche in Kaliningrad (Königsberg) ist und zur Propstei Kaliningrad der Evangelisch-Lutherischen Kirche Europäisches Russland (ELKER) gehört.